# Stratencircuit van Adelaide
Het stratencircuit van Adelaide (en) Adelaide Street Circuit in Australië is een stratencircuit waarop de Grand Prix van Australië werd gereden. Het was het toneel voor een aantal ronden van het wereldkampioenschap Formule 1.
Het is opgezet rond de paardenracebaan Victoria. Het rechte stuk wordt voor de gelegenheid altijd Brabham straight genoemd. Het circuit was 3,7 kilometer lang. De eerste keer dat een Formule 1 race gereden werd in Australië was in Adelaide in 1985. De laatste keer dat op Adelaide gereden werd is 1995, waarna Albert Park in Melbourne de Grand Prix over nam.
Tegenwoordig rijden de V8 Supercars op een kortere versie van het stratencircuit, dat 3,2 kilometer lang is.
| Uitslagen Grand Prix van Australië (Adelaide) | Uitslagen Grand Prix van Australië (Adelaide) | Uitslagen Grand Prix van Australië (Adelaide) | Uitslagen Grand Prix van Australië (Adelaide) | Uitslagen Grand Prix van Australië (Adelaide) |
| Jaar                                          | Coureur                                       | Auto                                          | Auto                                          | Verslag                                       |
| Jaar                                          | Coureur                                       | Constructeur                                  | Type                                          | Verslag                                       |
| --------------------------------------------- | --------------------------------------------- | --------------------------------------------- | --------------------------------------------- | --------------------------------------------- |
| 1985                                          | Keke Rosberg                                  | Williams                                      | FW10                                          | Verslag                                       |
| 1986                                          | Alain Prost                                   | McLaren                                       | MP4-2C                                        | Verslag                                       |
| 1987                                          | Gerhard Berger                                | Ferrari                                       | F187                                          | Verslag                                       |
| 1988                                          | Alain Prost                                   | McLaren                                       | MP4-4                                         | Verslag                                       |
| 1989                                          | Thierry Boutsen                               | Williams                                      | FW13                                          | Verslag                                       |
| 1990                                          | Nelson Piquet sr.                             | Benetton                                      | B190                                          | Verslag                                       |
| 1991                                          | Ayrton Senna                                  | McLaren                                       | MP4-6                                         | Verslag                                       |
| 1992                                          | Gerhard Berger                                | McLaren                                       | MP4-7A                                        | Verslag                                       |
| 1993                                          | Ayrton Senna                                  | McLaren                                       | MP4-8                                         | Verslag                                       |
| 1994                                          | Nigel Mansell                                 | Williams                                      | FW16B                                         | Verslag                                       |
| 1995                                          | Damon Hill                                    | Williams                                      | FW17B                                         | Verslag                                       |